# Păișani
Păișani – wieś w Rumunii, w okręgu Gorj, w gminie Stoina. W 2011 roku liczyła 407 mieszkańców.